# Stipecoma peltigera
Stipecoma es un género monotípico de fanerógamas de la familia Apocynaceae. Contiene una única especie: Stipecoma peltigera Müll.Arg.. Es originaria de Sudamérica donde se distribuye por Brasil en la Caatinga y el Cerrado y Bolivia.

## Taxonomía
Stipecoma peltigera fue descrita por (Stadelm.) Müll.Arg. y publicado en Flora Brasiliensis 6(1): 176. 1860.
Sinonimia
- Echites peltiger Stadelm. basónimo
- Echites peltigerus Stadelm., Flora 24(1 Beibl.): 21 (1841).
- Echites tropaeolifolius A.DC. in A.P.de Candolle, Prodr. 8: 447 (1844).[3]